# Kirchhellen
Kirchhellen – dzielnica miasta Bottrop w Niemczech, w kraju związkowym Nadrenia Północna-Westfalia, w rejencji Münster.